# K-420
Il K-420 era un SSBN sovietico, quattordicesimo esemplare della classe Yankee I, modificato per l'impiego del missile da crociera supersonico antinave SS-N-24 Scorpion. In Occidente, questa versione divenne nota con il nome in codice NATO di Yankee Sidecar o Yankee SSGN.

## Storia

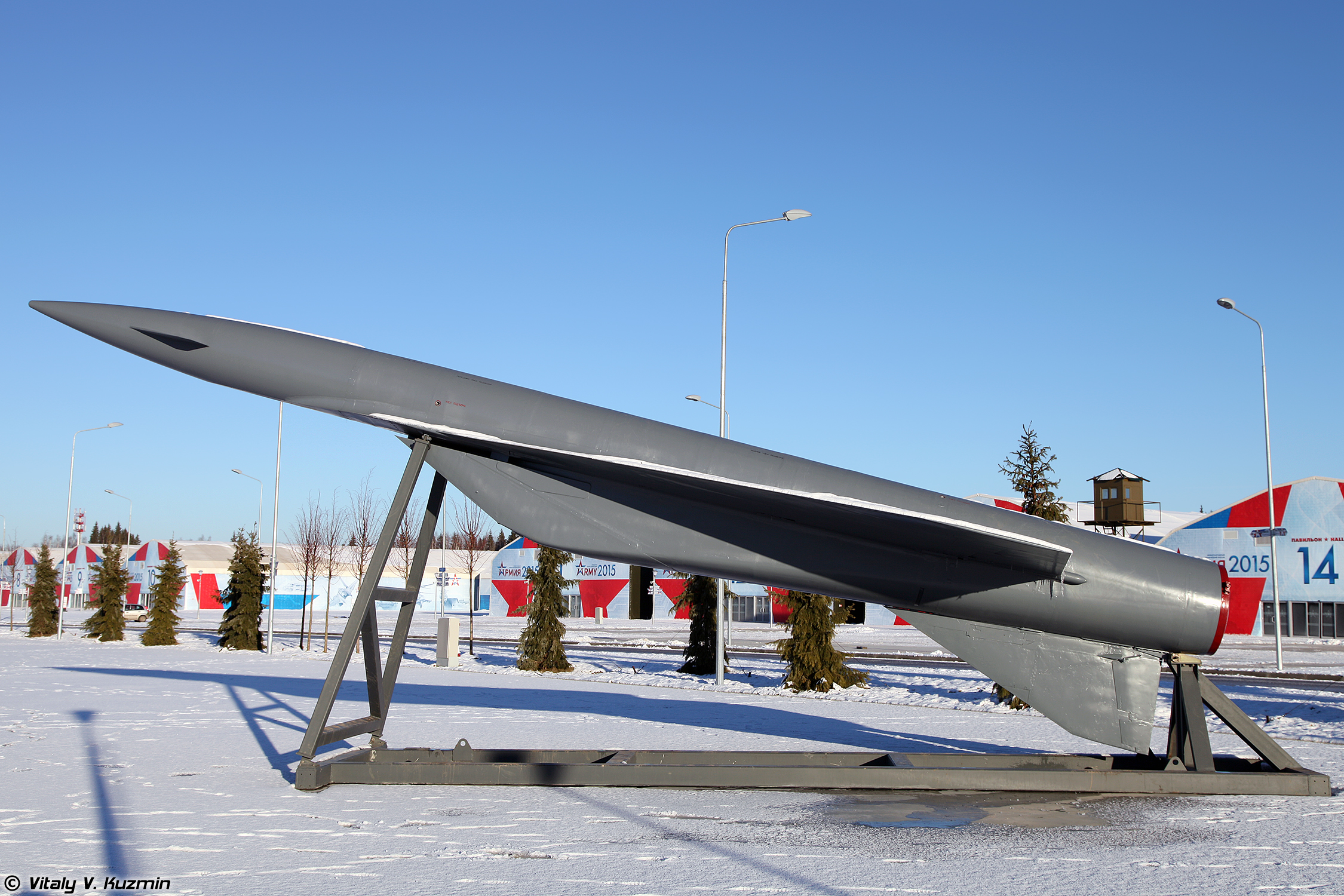
Un missile SS-N-24 Scorpion, qui nella versione aviolanciata 3M25 Meteorit-A.

Quattordicesimo esemplare di sommergibile lanciamissili appartenente alla classe Yankee I, il battello fu costruito presso il cantiere Sevmash, a Severodvinsk, ed entrò in servizio il 29 ottobre 1970 nella Flotta del Nord.
Tra il 1979 ed il 1980, il sottomarino fu modificato come Progetto 667M Andromeda, in modo da essere utilizzato come nave sperimentale nell'ambito dello sviluppo del missile da crociera supersonico antinave SS-N-24 Scorpion (P-750 Grom in Unione Sovietica). Le dimensioni del sommergibile aumentarono considerevolmente rispetto alla versione base. I tubi lanciamissili posti a poppavia della falsatorre vennero ampiamente modificati al fine di installare una batteria di 12 missili, sei per lato, inclinati verso prora e sistemati esternamente allo scafo pressurizzato. dopo queste modifiche il dislocamento  in immersione salì a 13.250 tonnellate, e la lunghezza arrivò a 153 m. Nel dicembre 1982, l'unità iniziò a ricevere il nuovo sistema d'arma designato "Meteorit-M", ed i primi lanci furono effettuati a partire dal dicembre 1983.
A causa dei molteplici problemi riscontrati nel nuovo sistema d'arma lo sviluppo del missile fu interrotto, e non ne fu avviata la produzione in serie, prevista per il loro imbarco sui nuovi sommergibili lanciamissili classe Oscar. Durante le prove di lancio del missile "Scorpion" emersero problemi di stabilità della piattaforma e al sistema di guida del missile. Sbarcato il sistema Meteorit-M il K-420 rientrò in linea nella marina sovietica come sommergibile nucleare d'attacco verso la fine del 1989, e dopo la dissoluzione dell'Unione Sovietica transitò in linea nella marina russa fino alla data della sua radiazione, avvenuta nel 1994. Nel 2002 il K-420 risultava inattivo, ma non è nota la data ufficiale dell'inizio della sua demolizione.